# Morinville
Morinville (offiziell Town of Morinville) ist eine Gemeinde im Zentrum von Alberta, Kanada, die seit 1911 den Status einer Kleinstadt (englisch Town) hat. Die Gemeinde liegt  in der Region Metro Edmonton, im landwirtschaftlich geprägten Aspen Parkland und wurde nach dem Gründer „Abbé Jean Baptiste Morin“ benannt. Morinville liegt etwa 35 Kilometer nördlich von Edmonton.
In Morinville hat der Verwaltungsbezirk („Municipal District“) Sturgeon County seinen Verwaltungssitz.

## Geschichte
Im späten 19. Jahrhundert kam der Oblatenmissionar „Abbé Morin“ (Jean Baptiste Morin) mit einer Gruppe französisch- und deutschstämmiger Siedler in die Gegend und ließ sich 1891 um das Zentrum der heutigen Gemeinde nieder. 1894 eröffnete in der Gemeinde ein Postamt und im August 1901 erhielt die Ansiedlung den offiziellen Status eines Dorfes (englisch Village). 1906 erreichte dann eine Eisenbahnstrecke die Gemeinde und im April 1911 erhielt die Gemeinde dann den Status einer Kleinstadt. Im Laufe der Zeit wurden in der Siedlung mehrere Kirchen und Pfarrhäuser errichtet.
Die bis 1907 errichtete und am 1. Januar 1908 eingeweihte Kirche St. Jean Baptiste und das dazugehörige Pfarrhaus galten wegen der mit ihnen verbundenen, französisch geprägten, religiösen Kultur als von historischem Wert. Ihr wurde am 20. November 1979 offiziell der Denkmalstatus zuerkannt. Nach mehrfachen Funden von hunderten indigenen Kindergräbern in ehemaligen Residential Schools im Mai und Juni 2021 kam es zu Dutzenden Farb- und Brandanschlägen auf Kirchen im westlichen Kanada. Da zur gleichen Zeit die katholische Pfarrkirche St. Jean Baptiste in Morinville in der Nacht zum 30. Juni 2021 abbrannte, wobei die Kirche so schwer beschädigt wurde, dass sie fast komplett abgerissen werden musste, wurde dieser Vorfall durch die RCMP als verdächtig eingestuft und auf Brandstiftung untersucht. Die historische Kirche soll wieder aufgebaut werden. Die geborgenen Glocken sowie das erhaltene Hauptportal der Kirche sollen in den Wiederaufbau integriert werden.

## Demographie
Der Zensus im Jahr 2016 ergab für die Gemeinde eine Bevölkerungszahl von 9848 Einwohnern, nachdem der Zensus im Jahr 2011 für die Gemeinde eine Bevölkerungszahl von nur 8569 Einwohnern ergeben hatte. Die Bevölkerung hat damit im Vergleich zum letzten Zensus im Jahr 2011 deutlich um 14,9 % zugenommen, während der Provinzdurchschnitt bei einer Bevölkerungszunahme von 11,6 % lag. Bereits im Zensuszeitraum 2006 bis 2011 hatte die Einwohnerzahl in der Gemeinde deutlich über dem Provinzdurchschnitt um 26,5 % zugenommen, während sie im Provinzdurchschnitt nur um 10,8 % zunahm.

## Verkehr
Morinville ist an das Fernstraßennetz durch den Alberta Highway 2, welcher die Gemeinde im Westen in Nord-Süd-Richtung passiert, sowie den regionalen Alberta Highway 642 angeschlossen. Morinville wird weiterhin von einer Eisenbahnstrecke der Canadian National Railway durchquert. Einen örtlichen Flughafen gibt es nicht.